# Toogoolawah
Toogoolawah is een plaats in de Australische deelstaat Queensland en telt 955 inwoners (2006).